# 2291 Kevo
2291 Kevo (1941 FS) là một tiểu hành tinh vành đai chính do Liisi Oterma phát hiện tại Turku ngày 19.3.1941.